# Cauneille
Cauneille é uma comuna francesa na região administrativa da Nova Aquitânia, no departamento Landes. Estende-se por uma área de 15,43 km². Em 2010 a comuna tinha 816 habitantes (densidade: 52,9 hab./km²).